# Ourengoï
Ourengoï est le premier gisement de gaz du monde en termes de production. Il représente 45 % de la production de gaz en Russie, mais est en déclin. Appartenant à Gazprom, le gisement est situé au nord de la plaine de Sibérie occidentale et au sud du golfe de l'Ob. 
Fondée près d'une prison russe et du gisement, la ville de Novy Ourengoï abrite, en 2007, 117 000 habitants, qui sont essentiellement des salariés de la société Gazprom, et compte 1 000 personnes de plus chaque année.